# Upile Chisala
Upile Chisala (1994) és una poeta de Malawi. Ella prefereix el terme "narradora." Se la considera una Instapoeta. Sovint se la considera part del que s'anomena la tercera generació d'escriptors de Malawi. Ha guanyat nombrosos premis, incloent el Forbes Africa's 30 Under 30.

## Biografia
Chisala va néixer al sud-est de Malawi el 1994 i va créixer a Zomba. Va començar a escriure poesia als tretze anys.
Als disset anys, Chisala es va traslladar als Estats Units, on es va especialitzar en sociologia amb menors dins dels Estudis de les Dones i Dret i Societat a la Universitat Estatal de Nou Mèxic. Va començar a escriure poesia a la universitat per processar experiències amb el racisme. Es va graduar el 2015, però va tenir dificultats per trobar una feina estable. Chisala va continuar escrivint poesia i va autopublicar el seu primer llibre de poemes, Soft Magic, que inclou poemes escrits durant la seva època a la universitat. Aquests poemes reflexionen sobre el seu sentiment de ser "una raresa".
Després, Chisala va anar a la Universitat d'Oxford, on s'hi havia matriculat per obtenir un Màster en Ciències en Estudis Africans. Posteriorment es va traslladar a Johannesburg, Sud-àfrica.
El 2017, Chisala va publicar el seu segon recull de poemes, Nectar, que explora la seva experiència amb la depressió i la relació complicada amb els seus pares. Després de l'èxit del llibre, Chisala va signar un contracte editorial amb Andrews McMeel Publishing. Andrews McMeel va tornar a publicar els seus dos primers llibres. El seu tercer recull es titula A Fire Like You.
Chisala va fundar un programa de mentoria per a escriptors a Johannesburg, el Khala Series. També és cofundadora de la sèrie Yanja, una reunió mensual de dones negres a Baltimore per a l'expressió i la creació.

## Obra
- Soft Magic (2015)
- Nectar (2017)
- A Fire Like You (2020)
- Woven with Brown Thread (2021)

## Premis
- 2019: Forbes Africa 30 Under 30[3]
- 2018: OkayAfrica 100 Women[9]